# Бойовий гіпноз проти кіз
«Бойовий гіпноз проти кіз» (англ. The Men Who Stare at Goats, дослівно — Люди, які витріщились на кіз) — британо-американська комедія Гранта Хеслова, що вийшла в прокат 10 грудня 2009 року.

## Сюжет
Журналіст Боб (Юен Макгрегор), дружина якого залишила заради редактора, з горя вирішує вирушити до Іраку, щоби показати їй і собі, чого він вартий насправді. В кувейтському готелі він зустрічає Ліна Кессіді (Джордж Клуні), про якого дізнався незадовго до цього, коли брав інтерв'ю в одного напівбожевільного екстрасенса. Виявилось, що Лін служив колись в супертаємничому підрозділі під керівництвом Білла Джанго (Джефф Бріджес), метою якого було встановлення миру і гармонії на Землі за допомогою розроблених ними «духовних методик». Боб вирушає разом з Ліном на його «завдання» в іракську пустелю і паралельно розшукує історію цього незвичайного підрозділу.
Фільм містить багато ремінісценцій і пародій на такі відомі фільми про війну, як «Апокаліпсис сьогодні» Френсіса Форда Копполи (наприклад, сцена в готелі і монолог головного героя) і «Суцільнометалева оболонка» Стенлі Кубрика.

## В ролях
- Джордж Клуні — Лін Кессіді
- Юен Макгрегор — Боб Вілтон
- Джефф Бріджес — Білл Джанґо
- Кевін Спейсі — Ларрі Гупер
- Стівен Ленг — бригадний генерал Дін Гопґуд
- Роберт Патрік — Тодд Ніксон
- Валід Цайтер — Махмуд Даш
- Стівен Рут — Ґас Лейсі
- Глен Моршауер — Майор Хольц
- Нік Офферман — Скотті Мерсер
- Тім Гріффін — Тім Кут
- Ребекка Мейдер — Дебора Вілтон
- Джейкоб Браун — Лейтенант Бун
- Тодд Ла Турретт — Дейв
- Бред Ґранберґ — Рон